# فرودگاه اسپاریوان ال‌آرآراس
فرودگاه اسپاریوان ال آر آر اس (به انگلیسی: Sparrevohn LRRS Airport) یک فرودگاه نظامی بهره‌برداری هوایی با کد یاتا SVW است که یک باند فرود شن دارد و طول باند آن ۱۲۸۰ متر است. این فرودگاه در کشور ایالات متحده آمریکا قرار دارد و در ارتفاع ۴۸۳ متری از سطح دریا واقع شده است.